# International Aeronautical and Maritime Search and Rescue Manual
International Aeronautical and Maritime Search and Rescue (IAMSAR) Manual är en handbok för organisation och handhavande av sjöräddning och flygräddning. 
IAMSAR-handboken är gemensamt utgiven av två av FN:s fackorganisationer:
- Internationella civila luftfartsorganisationen, International Civil Aviation Organization (ICAO), Organisation de l’aviation civile internationale, (OACI)
- Internationella sjöfartsorganisationen, International Maritime Organization (IMO), Organisation maritime internationale (OMI)

Den innehåller riktlinjer för Search and Rescue i vad avser sjöfart och luftfart. Avsikten med en gemensam handbok är att säkerställa att samarbete sker mellan de båda verksamhetsområdena och att operativt samarbete kan genomföras vid faktiska räddningsoperationer mellan olika organisatoriska och räddningsenheter.
IAMSAR-handboken består av tre band:
- Volume I. Organization and Management
- Volume II. Mission Co-ordination
- Volume III. Mobile Facilities

Volym I behandlar innebörden av internationell, regional och nationell Search and Rescue-verksamhet och det mellanstatliga samarbete i syfte att uppnå ett välfungerande  och kosnadseffektivt SAR-arbete. Denna volym riktar sig framför allt till statliga aktörer.
Volym II ger riktlinjer för planering och genomförande av räddningsoperationer och -övningar. Denna volym riktar sig till räddningsorganisationer och nationella räddningscentraler (JRCC, MRCC och ARCC).
Volym III är en dokumentsamling som ska medföras ombord på räddningsenheter och alla andra flygplan och fartyg som har kapacitet, och i vissa fall skyldighet, att delta i Search and Rescue-arbete, det vill säga till exempel alla handelsfartyg. Den innehåller också riktlinjer för SAR-aspekter beträffande evakuering av den egna farkosten i en nödsituation. Den beskriver i detalj kommunikation, organisation och eftersökningsmetodik.